# Газаве
Газаве (перс. هزاوه) — село в Ірані, у дегестані Аміріє, у Центральному бахші, шахрестані Ерак остану Марказі. За даними перепису 2006 року, його населення становило 1587 осіб, що проживали у складі 474 сімей.

## Клімат
Середня річна температура становить 10,53 °C, середня максимальна – 28,98 °C, а середня мінімальна – -10,63 °C. Середня річна кількість опадів – 269 мм.
| Клімат поселення                              | Клімат поселення | Клімат поселення | Клімат поселення | Клімат поселення | Клімат поселення | Клімат поселення | Клімат поселення | Клімат поселення | Клімат поселення | Клімат поселення | Клімат поселення | Клімат поселення | Клімат поселення |
| Показник                                      | Січ.             | Лют.             | Бер.             | Квіт.            | Трав.            | Черв.            | Лип.             | Серп.            | Вер.             | Жовт.            | Лист.            | Груд.            |                  |
| Середній максимум, °C                         | 4,86             | 6,27             | 10,08            | 16,92            | 22,28            | 27,48            | 28,98            | 28,84            | 24,22            | 18,02            | 11,29            | 5,85             |                  |
| Середня температура, °C                       | −2,88            | −1,47            | 2,34             | 9,18             | 14,54            | 19,75            | 23,61            | 23,46            | 18,84            | 12,65            | 5,90             | 0,48             |                  |
| Середній мінімум, °C                          | −10,63           | −9,21            | −5,4             | 1,43             | 6,78             | 12,00            | 18,22            | 18,08            | 13,46            | 7,26             | 0,54             | −4,91            |                  |
| Норма опадів, мм                              | 39               | 38               | 49               | 36               | 32               | 5                | 1                | 1                | 0                | 8                | 24               | 36               |                  |
| Середньомісячна швидкість вітру, м/с          | 1.71             | 2.27             | 2.93             | 2.95             | 2.56             | 2.29             | 2.28             | 2.22             | 2.06             | 2.02             | 1.64             | 1.83             |                  |
| Середньомісячна сонячна радіація, кДж/м²·день | 8985             | 12021            | 14968            | 18320            | 22294            | 27006            | 25902            | 24128            | 21270            | 15694            | 10985            | 8868             |                  |
| --------------------------------------------- | ---------------- | ---------------- | ---------------- | ---------------- | ---------------- | ---------------- | ---------------- | ---------------- | ---------------- | ---------------- | ---------------- | ---------------- | ---------------- |
| Джерело:                                      |                  |                  |                  |                  |                  |                  |                  |                  |                  |                  |                  |                  |                  |

## Видатні уродженці
- Жалех Аламатадж — іранська поетеса.